# Élton
Élton (en rus: Эльтон) és un poble (un possiólok) de l'óblast de Volgograd, a Rússia, segons el cens del 2010 tenia 2.723 habitants. Pertany al districte municipal de Pal·làssovka.